# Babben Enger Damon
Barbra Mette „Babben” Enger Damon (ur. 19 września 1939 w Oslo) – norweska biegaczka narciarska, złota medalistka olimpijska.

## Kariera
Igrzyska olimpijskie w Innsbrucku w 1964 r. były jej olimpijskim debiutem. W swoim najlepszym starcie, w biegu na 5 km zajęła 18. miejsce. Cztery lata później, podczas igrzysk olimpijskich w Grenoble wspólnie z Inger Aufles i Berit Mørdre Lammedal triumfowała w sztafecie 3 × 5 km. Jej najlepszym indywidualnym wynikiem na tych igrzyskach było ósme miejsce w biegu na 10 km stylem klasycznym. Na kolejnych igrzyskach już nie startowała.
Ponadto Enger Damon była mistrzynią Norwegii w biegu na 10 km w 1962 i 1963 roku. Startowała także w biegu na orientację. Jej mąż Larry Damon reprezentował Stany Zjednoczone w biegach narciarskich.

## Osiągnięcia

### Igrzyska Olimpijskie
| Miejsce | Dzień     | Rok  | Miejscowość | Konkurencja             | Czas biegu  | Strata      | Zwyciężczyni       |
| ------- | --------- | ---- | ----------- | ----------------------- | ----------- | ----------- | ------------------ |
| 31.     | 1 lutego  | 1964 | Innsbruck   | 10 km stylem klasycznym | 40:24.3 min | +8:19.5 min | Klawdia Bojarskich |
| 18.     | 5 lutego  | 1964 | Innsbruck   | 5 km stylem klasycznym  | 17:50.5 min | +1:36.0 min | Klawdia Bojarskich |
| 8.      | 9 lutego  | 1968 | Grenoble    | 10 km stylem klasycznym | 36:46.5 min | +2:07.9 min | Toini Gustafsson   |
| 21.     | 13 lutego | 1968 | Grenoble    | 5 km stylem klasycznym  | 16:45.2 min | +58.1 s     | Toini Gustafsson   |
| 1.      | 16 lutego | 1968 | Grenoble    | Sztafeta 3 × 5 km       | 57:30.0 min | –           | –                  |